# Venkovská usedlost čp. 1 (Nebušice)
Venkovská usedlost č.p. 1 v Nebušicích v Praze se nachází na západní straně Náměstí Padlých mezi ulicemi Koncová a V Hliništi. Je chráněna jako nemovitá kulturní památka České republiky; do areálu patří obytná budova, chlévy, stodola, zahrada a ovocný sad.

## Historie
Usedlost pochází pravděpodobně z 18. století. V 19. století prošla úpravami.

## Popis
Budovy usedlosti obklopují lichoběžníkový dvůr, do kterého se vstupuje mohutnou pilířovou bránou. Budova čp. 1 je patrová s novodobými okny v patře. Je kryta sedlovou střechou. Na tuto budovu navazují chlévy s dochovanými původními vraty. Na protejší straně dvora je patrová budova čp. 22, krytá také sedlovou střechou. Kolmo k oběma budovám stojí stodola, která dvůr uzavírá. Je zděná z opukového zdiva s cihelnými záklenky a má dva segmentově zakončené vjezdy. Za ní se rozkládá ovocný sad a zahrada.